# Ly Yong Phat
Ly Yong Phat est un homme d'affaires d'origine cambodgienne, mais qui possède la double nationalité cambodgienne et thaïlandaise. Il dirige depuis 1992 d'un important consortium industriel et commercial nommé d'après ses initiales L.Y.P. Group Co., LTD).
Ly Yong Phat est aussi un homme politique (l'un des conseillers commerciaux du gouvernement royal du Royaume du Cambodge (depuis 2000), conseiller économique spécial du Premier ministre Hun Sen (depuis 2000), et sénateur (depuis 2006), peut être grâce à sa fortune, car il a été estimé que le coût d'un siège de sénateur au Cambodge était en 2001 estimé à 100 000 dollars).
Selon l'ONG Mother Nature Cambodia et divers commentateurs, Ly Yong Phat (surnommé « le roi de Koh Kong » en raison de son pouvoir dans la province de Koh Kong), fait partie de l'« élite » politique et économique corrompue du pays, et a construit sa fortune sur divers trafics, dont du trafic de sable de silice (dénoncé en 2017), acheminé du Cambodge vers plusieurs pays voisins, via des cargos (vraquiers) appartenant à la compagnie de Ly Yong Phat. Mi-novembre 2017, ce sont 20 ONG locales et internationales qui demandaient la libération des deux militants de Mother Nature, Doem Kundy et Hun Vannak, arrêtés et emprisonnés le 13 septembre 2012, pour avoir filmé (en pleine mer, devant le littoral du district de Kiri Sakor) ces navires.

## Biographie
Il est né au Cambodge en 1958, dans la province de Koh Kong.

## Carrière

### Carrière d'Homme d'affaires
Ly Yong Phat se serait lancé dans le commerce dans les années 1980, devenant rapidement l'un des hommes d'affaires les plus puissants du pays, au travers du consortium qu'il a créé : LYP Group (pour Ly Yong Phat Group). Ce Groupe devenu l'un des plus puissants du pays, s'est développé et diversifié dans les domaines de l'hôtellerie, de la sylviculture (plantation d'hévéas, extraction de caoutchouc) de l'agriculture (Sucre et canne à sucre notamment), de l'immobilier, dans la construction d'infrastructures (ex : construction du Pont Kaoh Kong), ainsi que dans l'industrie du divertissement et des médias (depuis 2015). Il est propriétaire d'un grand un parc animalier, des projets d'infrastructure et de biens immobiliers situés au centre de plages de sable blanc, dans des forêts tropicales isolées et sur les monts Cardamom connus pour leur faune encore abondante (tigre d'Indochine y compris). Selon Ly Yong Phat, son consortium d'entreprise (L.Y.P Group) a le « portefeuille d'activités le plus diversifié du pays ».
Il fait partie des okhna sino-khmers, oknha est un titre honorifique récemment donné à l'oligarchie sino-cambodgienne des riches entrepreneurs et/ou politiciens. ces derniers semblent être d'importants soutiens de la dictature mise en place par le premier ministre, qui en échange facilite leur enrichissement, faisant qu'ils sont souvent une forte relation de codépendance avec le régime du PPC, considéré comme de plus en plus autoritaire au fur et à mesure du temps. Selon le journal Bangkok Post, en 2013 « ses relations avec les milieux d'affaires thaïlandais, européens et chinois sont excellentes ».
Son image d'Homme d'affaires a cependant été entachée par divers scandales et notamment par des reportages montrant (dans le Phnom Penh Post notamment) des enfants mis au travail par ses sociétés sucrière, alors qu'ils auraient dû être à l'école, écoles que le Groupe se vante de subventionner. Cette affaire a suscité des appels au boycott du sucre produit au Cambodge en Europe et les États-Unis et a attiré l'attention des australiens qui se sont aperçus qu'une de leurs banques prêtait de l'argent à Ly Yong Phat.

### Richesse
Selon le journal Bangkok Post Ly Yong Phat était en 2013 classé douzième personne la plus riche du Cambodge d'après ses revenus connus, mais ses activités sont en partie opaques, et d'autres sources le classeraient comme étant l'Homme le plus riche du pays. Il est assurément la personne la plus riche l'industriel le plus connue de sa province, dans le sud-ouest du Cambodge le long de la frontière thaïlandaise, ce qui au Cambodge n'est pas forcément un titre élogieux dans ce cas, car Koh Kong a la réputation d'être une région de mafia où la corruption et la violence s'expriment le plus, dont en raison du trafic de drogues dures, de cigarette, d'alcool frelaté et de personnes (la prostitution y est courante), le trafic de produits électroniques et de vêtements de marque aurait le port de comme plaque tournante pour le pays.
Alors que depuis la fin des années 1990, des rapports et articles se succèdent pour dénoncer l'exploitation forestière illégale, l'extraction de sable et l'accaparement des terres dans la région de Koh Kong, les protecteurs de l'environnement y sont volontiers emprisonnés pour des motifs futiles (prendre des photos par exemple) et en 2012, un militant écologiste connu au Cambodge (Chhut Vuthy) a été abattu par un agent de sécurité qui avait reçu l'ordre d'une entreprise chinoise de se saisir de l'appareil photo du militant.

### Carrière politique
Selon F Mangin du Centre de recherches internationales de Sciences Po (CERI) les magnats du Cambodge ont accumulé leur capital « dans les zones de non-droit protégées par l’appareil politique tandis que celui-ci s’est nourri de leurs ressources ». Ainsi, alors que l'entreprise Pheapimex semble être la première source de financement du PPC (Teng Bunma aurait même financé le coup d'État de 1997), en mars 2004, Ly Yong Phat (alors notamment directeur général de Hero King (société d'import-export créé en 1995, qui distribue des produits de base et - en exclusivité - de nombreuses marques de cigarettes et la boissons énergisantes Red Bull et de sodas et boissons alcoolisées au Cambodge et dans des pays tiers), à Bangkok, avec le général Chawalit Yongchaiyut (qui a été Premier ministre et plusieurs fois ministre de la Thaïlande, ministre de La Défense notamment), il se serait personnellement et financièrement impliqué dans les négociations entre le Premier ministre cambodgien Hun Sen et son opposant le prince cambodgien Norodom Ranariddh (second fils de Norodom Sihanouk, ayant présidé le parti « royaliste » cambodgien, le Front uni national pour un Cambodge indépendant, neutre, pacifique et coopératif (Funcinpec), jusqu'en octobre 2006).
Ly Yong Phat est conseiller commercial du gouvernement du Royaume royal du Cambodge (depuis 2000), et même conseiller économique spécial du Premier ministre Hun Sen (depuis 2000).
Il est aussi sénateur depuis 2006, peut être grâce à sa fortune, car il a été estimé que le coût d'un siège de sénateur au Cambodge était en 2001 estimé à 100 000 dollars.

## Biographie
- en 1992, il crée sa propre société (LYP ou L.Y.P.) et en est PDG
- en 2000, il est nommé « Délégué du Gouvernement pour le développement de la province de Koh Kong », et devient « Conseiller économique spécial » du Premier ministre Hun Sen
- en 2001, il devient vice-président de la Chambre de commerce du Cambodge
- en 2005, il devient conseiller principal de l'Association de la famille chinoise Ly
- en 2006, il est élu au Sénat du gouvernement du Royaume Royal du Cambodge

## Accusations de corruption, passe-droits et de trafic
Bien qu'une loi « LANGO », qui présente les caractéristiques d'une loi-bâillon visant à restreindre la liberté d'association et de parole pour de nombreuses ONG (y compris internationales) au Cambodge, au motif qu'elles menaceraient prétendument la « sécurité nationale », « l'unité nationale », « la paix, la stabilité et l'ordre public, plusieurs ONG cambodgienne confrontés aux infractions et abus de pouvoir de Ly Yong Phat, de sa famille et de leurs entreprises, ont continué à dénoncer leurs activités illégales. C'est le cas notamment de :
- l'ONG Mother Nature Cambodia qui, malgré l'emprisonnement de plusieurs de ses jeunes militants, a mis à jour et fait connaitre un trafic de sable de silice et un système d'évasion fiscale impliquant une entreprise détenue par Ly yong Phat ; et des privilèges exhortants accordés par le gouvernement à son Groupe (LYP Group) ;
- l'ONG Equitable Cambodia, qui accuse les plantations de cannes à sucre et usines sucrières de Ly yong Phat (et en particulier de la société sucrière de Phnom Penh : Phnom Penh Sugar Co. Ltd., de la société Khon Kaen Sugar Company opérant dans la province de Koh Kong, ou la société Mitr Pohl Sugar Company opérant plus au nord dans la Province d'Otdar Mean Cheay) de se développer sur des concessions foncières illégales, au détriment de milliers de villageois des populations autochtones, chassées de chez eux. Equitable Cambodia est l'une des plus grandes ONG locales de défense des droits fonciers du pays, représentant des centaines d'habitants victimes d'expropriation, de déplacement forcé, etc. Le 18 août 2014, dans plusieurs grands journaux du pays, la Phnom Penh Sugar Co. Ltd. a fait imprimer des annonces accusant le directeur exécutif d'Equitable Cambodia (Eang Vuthy), d'avoir fait des déclarations fausses et trompeuses au sujet d'Oknha Ly Yong Phat, et d'avoir causé « l'irréparable dommage » à la réputation du sénateur ainsi qu'à celle de son entreprise sucrière[11]. Or, ont fait remarquer d'autres journaux, d'une part, Eang Vuthy n'avait pas suggéré que le sénateur était impliqué dans le scandale, et d'autre part si au moment de sa plainte pour diffamation, le sénateur affirmait n'avoir aucune implication dans la gestion ou la propriété des compagnies impliquées, au moment des faits, Ly Yong Phat était bien impliqué dans chacune de ces sociétés et dans l'expulsion forcée de milliers de villageois ; en 2006 et 2007, il était notamment président de l'une des sociétés et actionnaire principal de sa coentreprise. 
En août 2016, Eang Vuthy (et deux autres membres de son personnel, Chheang Phea et Phen Kimsong) ont été poursuivis pour diffamation et condamnés alors même que le procureur admettait qu'il n'y avait pas suffisamment de preuves pour étayer ces accusations[12] avant que, finalement, une décision de la Cour d’appel (en janvier 2018) les fasse libérer, car aucune preuve ne montrait qu'il y ait eu diffamation[13],[14]. 
À la suite de ces attaques faites par un sénateur intimement lié au gouvernement en place, qui a voté des lois de plus en plus liberticides, Adilur Rahman Khan, secrétaire général de la FIDH et Gerald Staberock, secrétaire général de l'OMCT, ont appelé les autorités cambodgiennes à « renverser ces pratiques inacceptables », et à « permettre à la société civile d'opérer en toute sécurité et reconnaître la légitimité des défenseurs – ceux-là mêmes qui défendent les droits humains, le développement et la justice sociale pour tous », car « le Cambodge est devenu un endroit sombre pour la société civile »[15] intitulé « DOWN, BUT NOT OUT » publié à Paris et Genève le 9 juillet 2020 par the Observatory for the Protection of Human Rights Defenders (FIDH-OMCT), affilié à Front Line Defenders, le gouvernement cambodgien a, notamment avant les élections générales de juillet 2018, fortement accentué sa répression vis à vis des défenseurs des droits humains[15]. Ce rapport est issu d'une mission d'information qui s'est rendue dans les provinces de Phnom Penh, Kampong Chhnang, Battambang, Banteay Meanchey et Siem Reap, et qui conclut que la répression s'est fortement accrue à l'encontre des défenseurs des droits fonciers et environnementaux, de l'activité syndicale, des droits des femmes, de la liberté numérique ou de la presse et des journalistes. Hun Sen, Premier ministre au pouvoir depuis 1985 gère le parti unique à l'Assemblée nationale (le CPP qui contrôle la justice et les forces de sécurité du pays et qui a dissous le principal parti d'opposition, le Parti du sauvetage national du Cambodge ou CNRP en novembre 2017, avant les élections de 2018)[15]. Ce rapport se conclut par des recommandations au gouvernement du Cambodge, mais aussi à l'Union européenne, aux Nations unies, aux pays donateurs et à d'autres parties prenantes pour sortir de cette situation[15].
- attributions foncières illégales : profitant du fait que trois décennies de guerre ont, premièrement, détruits les titres de propriété de la plupart des cambodgiens (le régime communiste des Khmers rouges avait même officiellement aboli la propriété foncière à la fin des années 1970)[16] et, deuxièmement, déplacé des millions de personnes[7], les magnats du pays, avec la complicité du gouvernement, s'approprient de nombreuses terres[17]. Ainsi, le gouvernement a-t-il accordé en octobre 2020 à des membres de famille de Ly Yong Phat, via un sous-décret gouvernemental, une concession de 600 hectares de forêt tropicale humide. La zone est géographiquement stratégique, puisque située à Ream et Bet Traing, dans le district de Prey Nub de la province de Preah Sihanouk, à quelques minutes en voiture du centre de la ville (quartier Prey Nub de Preah Sihanouk et de l'aéroport de Sihanoukville). 
Ce privilège gouvernemental a été accordé à Ly Arporn (la fille du sénateur Ly Yong Phat) et à son mari (le magnat cambodgien Seng Nhak). Ce dernier s'est notamment fait connaitre comme directeur de l'entreprise controversée Kampong Speu Sugar, dont les concessions de canne à sucre (alors pour tout ou partie propriété de Ly Yong Phat, le beau-père de Seng Nhak), avaient dans le pays l'objet d'un scandale lié à des conflits d'intérêts et à des violations graves des droits humains : spoliation des droits fonciers de populations autochtones, et travail d'enfants pour la récolter de canne à sucre (industrie qui s'est récemment développée grâce à un généreux système de quotas européen conçu pour aider le développement de pays en développement)[7]. 
L'entreprise a pour cette raison été la cible d'une campagne dénommée «Blood Sugar» qui a dénoncé des expulsions forcées de villageois chassés de leur terre puis embauché à très bas prix pour planter et récolter la canne à sucre, avec des reportages dans les médias montrant l'exploitation d'enfants pour le compte de l'industrie sucrière de Ly Yong Phat[7]. Selon l'ONG Equitable Cambodia, « des milliers de familles ont été chassées de leurs terres et sont confrontées à l'insécurité alimentaire »[7]

,. Ce scandale, et d'autres violations dans d'autres plantations de canne à sucre du pays sont, en partie, l'origine d'une révocation partielle des aides de l'Union européenne accordées au pays via le système de préférences commerciales « Tout sauf les armes », au détriment de l'économie du Cambodge et au profit d'investisseurs chinois moins regardants que l'UE sur les effets sociaux, environnementaux et sanitaires de leurs investissements.

### Appropriation et destruction de l'environnement terrestre et marin
Les entreprises de Ly Yong Phat sont aussi sources de dégâts « écologiques » majeurs. En particulier :
- Les entreprises qui draguent le sable marin et littoral pour Ly Yong Phat détruisent irréversiblement des écosystèmes majeurs de mangroves (d'autant plus importantes que les prospectivistes annoncent une hausse du niveau de la mer). Selon Gonzalez-Davidson de Mother Nature Cambodia ces mangroves encore nombreuses autour de Botum Sakor où elles sont l'un des habitats naturels les plus importants d'Asie du Sud-Est encore intacts ; immense frayère pour les poissons, fournissant des stocks aux pêcheries jusqu'au golfe de Thaïlande. Gonzalez-Davidson a été expulsé du pays et l'ONG Mother Nature Cambodia s'est vu retirer son statut d'ONG par le gouvernement, bien qu'un rapport de 2012 de l'UICN ait conclu que « L'extraction de sable a entraîné une réduction des captures de poisson de 70 à 90 % et le déplacement de nombreuses familles alors que les rivages se sont retirés de 100 mètres ».

- D'autres entreprises de Ly Yong Phat se sont, elles, approprié de vastes surfaces de forêt vierge, incendiés pour y planter de la canne à sucre, des champs de manioc ou d'autres cultures jusque dans un parc national (sur des parcelles déclassées par le gouvernement), souvent en expulsant les habitants par milliers[19]. 
Par exemple les 600 ha ont été déclassés d'une zone de préservation des forêts humides établie en 2002 pour être « transférés de la propriété publique de l'État à la propriété privée de l'État » par le sous-décret du 9 juin 2020, avec l'argument que des parcelles domaniales ne peuvent être louées à des fins de développement privé que si elles perdent leur usage public déclaré. Veng Sakhon (ministre de l'Agriculture, des Forêts et de la Pêche) a expliqué aux médias que ce terrain avait perdu son usage public et que le locataire l'utiliserait pour le développement du tourisme ; « il n'est pas dans l'intérêt [public] de le garder » a-t-il dit, ajoutant qu'il n'est pas « illégal » de donner des terres à de riches magnats, comme Ly Yong Phat[18]. Le journal note que cette appropriation par le secteur privé d'un bien public se fait dans le contexte d'une forte hausse des investissements chinois à Sihanoukville, ce qui semble avoir encouragé « plusieurs magnats cambodgiens » à se « concentrer sur la ville portuaire et développent de grands projets de développement touristique et immobilier pour profiter de l'augmentation du nombre de touristes en provenance du continent »[18]. L'appropriation des terres se fait via un bail emphytéotique gouvernemental (de 99 ans). Dans un cas, Ly Yong Phata profité du regroupement de deux parcelles de près de 10 000 ha* chacune (*maximum théorique légal), soit un total de près de 20 000 ha, au profit de deux compagnies appartenant à Ly Yong Phat : Phnom Penh Sugar Company, et Kampong Speu Sugar Company[20].

Ces entreprises construisent d'énormes zones d'activités, des routes, des voies ferrées qui sont de nouvelles sources de fragmentation écopaysagère et de fragmentation forestière notamment destinés à des entreprises chinoises et indonésiennes, qui par ailleurs détruisent d'autres parcelles de forêt et des villages entiers pour y planter des palmiers à huile de palme et des acacia destinés à fournir la pâte à papier au géant papetier indonésien controversé Asian Pulp and Paper, au détriment des forêts cambodgiennes et des populations locales ; « l'entreprise a versé des salaires lamentablement bas à la communauté locale pour planter une plantation d'acacia, puis incendié leurs maisons ». Le concessions sont parfois directement acquises par des groupes chinois (ainsi 60 200 hectares ont été remis au Groupe chinois Green Rich/Elite Group pour y planter des palmiers à huile et des acacia).

## Volonté de contrôle de l'information
Selon le projet « Media Ownership Monitor » de Reporters sans frontières qui surveille l'indépendance des propriétaires de médias dans une grande partie des pays où la liberté de la presse est faible, en 2014, après avoir été accusé par la presse cambodgienne, et alors que le gouvernement et ses autorités cherchent de plus en plus à concentrer et  contrôler les médias (TV notamment), Ly Yong Phat a décidé de créer sa propre chaîne de télévision pour selon lui « partager des informations précises avec les gens » et « faire des reportages sur les problèmes sociaux du pays ». 
Il l'a nommée PNN et intégrée dans le groupe LYP.

## Travail forcé dans des centres d'arnaque
Il semble que Ly Yong Phat est aussi impliqué dans l'activité lucrative des arnaques en ligne (qui rapporte à elle seule 12,5 milliards de dollars par an, la moitié du PIB officiel du pays - voir article du Guardian). En effet le businessman est propriétaire de nombreux immeubles qui abritent ces activités illégales. Des travailleurs venus des pays voisins (Vietnam, Malaisie, Thaïlande, Chine) sont recrutés en ligne, attirés par des offres d'emplois alléchantes qui promettent un emploi bien rémunéré avec logement inclus. La vérité est toute autre : ils sont enfermés dans des immeubles entourés de barbelés où ils sont forcés à mener des arnaques en ligne. Placements financiers frauduleux, faux prêts à taux zéro, jeux en ligne et même arnaque sur Tinder, si les arnaques ciblaient majoritairement un public Chinois le terreau de victimes s'est élargi à l'international depuis l'avènement de ChatGPT qui permet d'obtenir des traductions de plus en plus convaincantes. 